# Cmentarz żydowski w Mściwujach
Cmentarz żydowski w Mściwujach – cmentarz żydowski zlokalizowany wśród pól, w pobliżu wsi Mściwoje, po wschodniej stronie drogi stronie drogi Mściwuje – Śmiarowo.
Cmentarz na planie prostokąta. Teren jest uporządkowany, otoczony betonowymi słupkami pomalowanymi na biało.
W 1940 zajmujący te tereny Sowieci w ramach umacniania nowej granicy z Niemcami na Pisie wykopali tu system rowów przeciwczołgowych. W lipcu i sierpniu 1941 Niemcy wykorzystali te obiekty do masowych egzekucji ludności żydowskiej pochodzącej, przede wszystkim kobiet i dzieci ze Stawisk, Małego Płocka, Kolna, Rutki-Skrody i okolic. Niemiecka żandarmeria wymordowała wtedy od 1000 do 2000 osób.
W 1944 Niemcy, by zatrzeć ślady zbrodni, otworzyli groby i po oblaniu smołą i benzyną spalili zwłoki. Jednej mogiły nie zdążyli zniszczyć.
Po wyzwoleniu zbiorowa mogiła została ogrodzona, w części centralnej ustawiono granitowy pomnik z napisem: „Tu spoczywają prochy tysięcy ofiar faszyzmu hitlerowskiego zamordowanych w latach 1941-1943. Cześć ich pamięci.”